# 코끼리마늘 (종)
코끼리마늘(학명: Allium ampeloprasum 알리움 암펠로프라숨[*])은 수선화과의 한해살이 식물이다. 원산지는 서남아시아에서 캅카스를 거쳐 남·서유럽과 북아프리카에 이르는 지역이며, 아메리카 등지에도 도입되어 귀화종으로 자생한다. 여러 가지 재배종이 있는데, 대표적인 것은 알뿌리를 먹는 코끼리마늘과 구슬양파 및 줄기를 먹는 리크, 쿠르라트이다.

## 사진

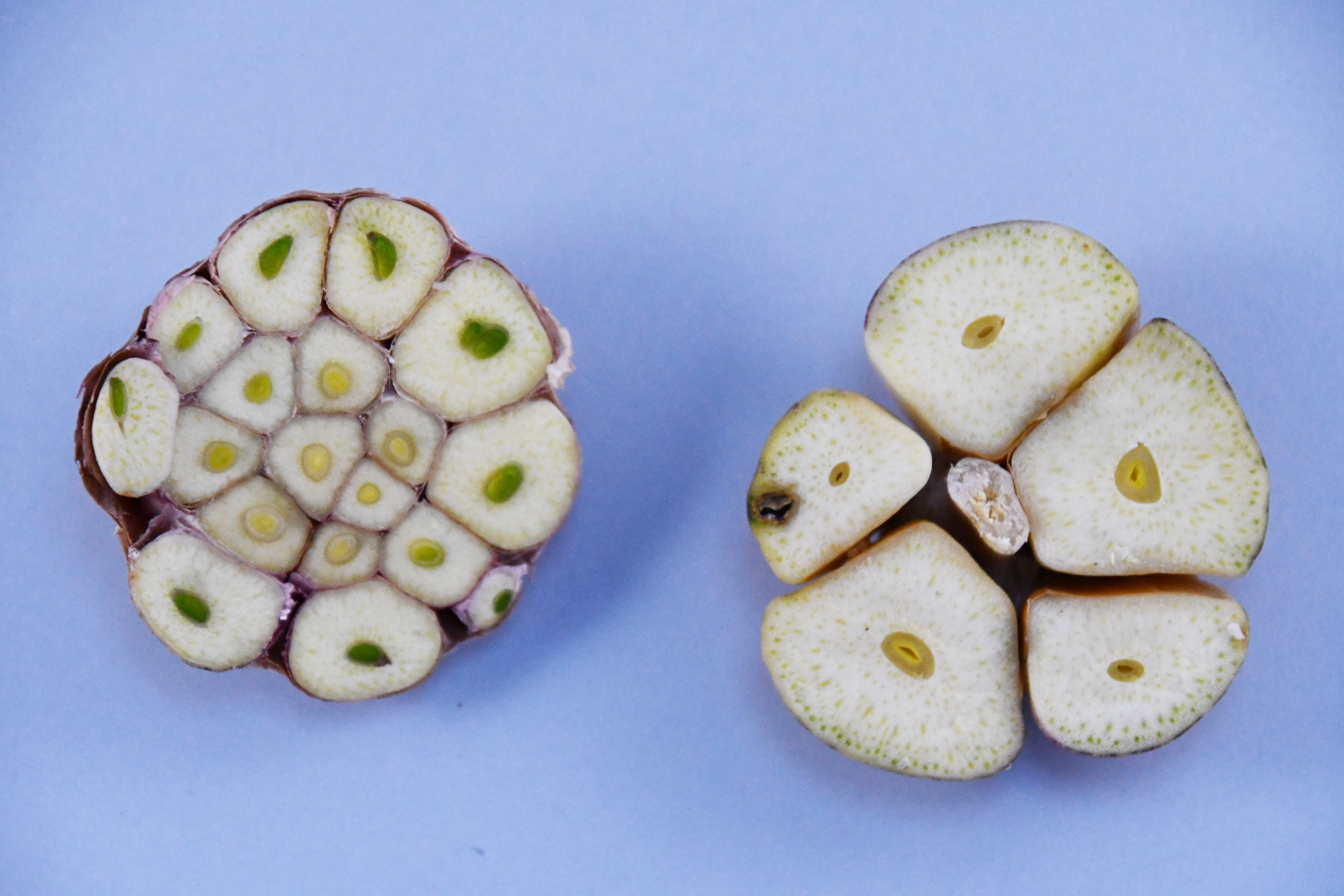
코끼리마늘
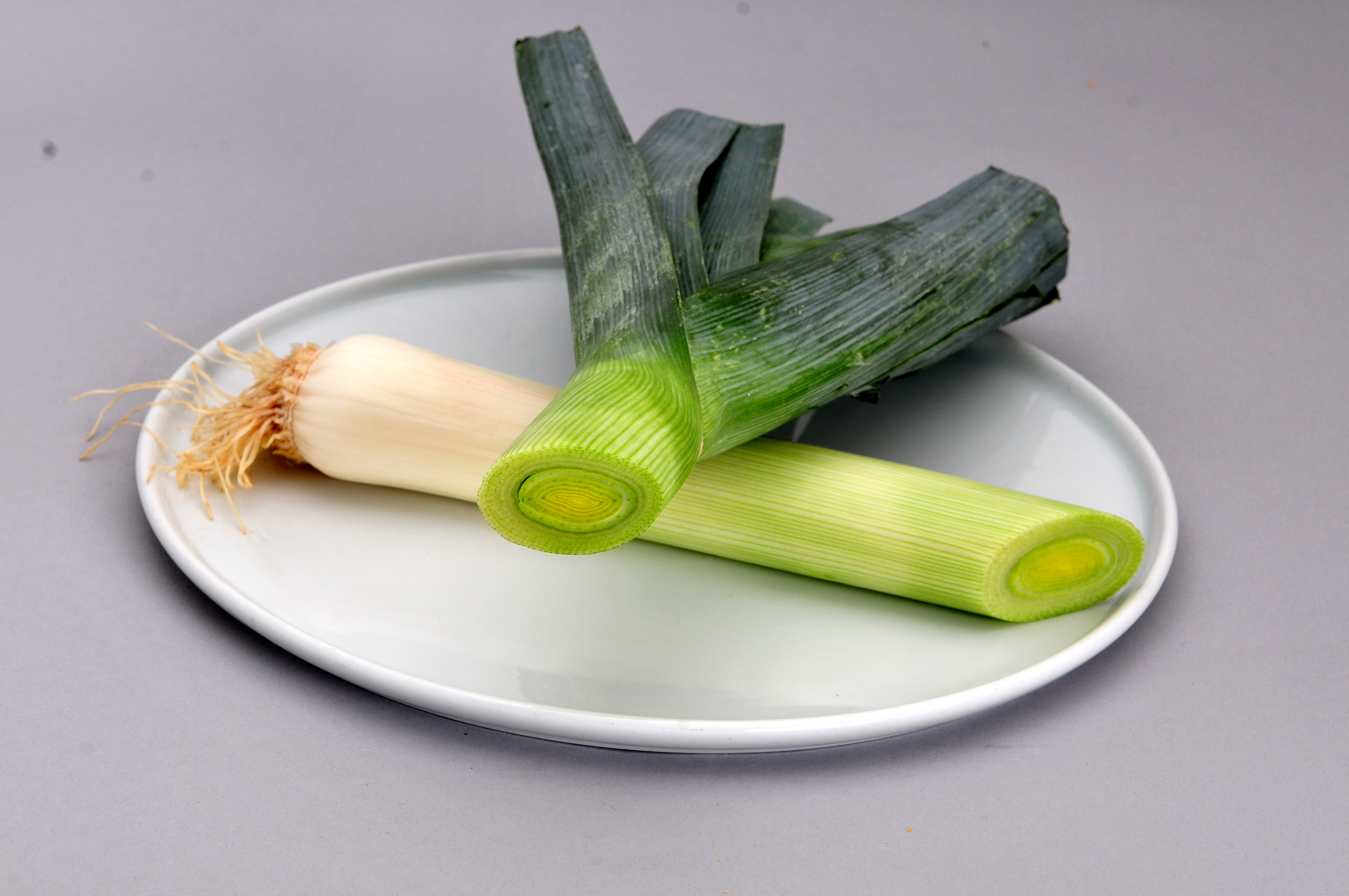
리크
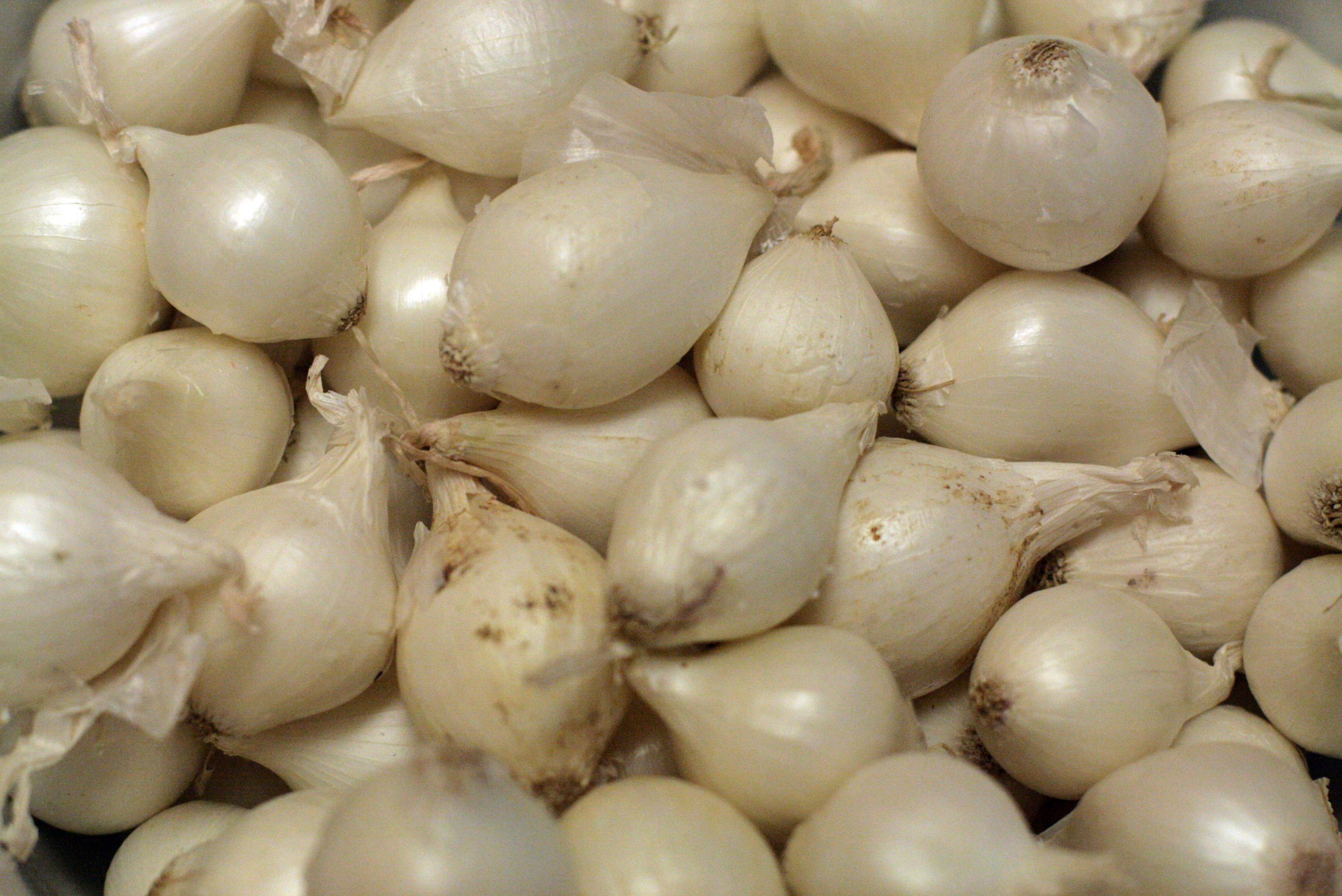
구슬양파